# Hocus Pocus 2
Hocus Pocus 2 è un film del 2022 diretto da Anne Fletcher.
La pellicola è il sequel del film del 1993 Hocus Pocus.

## Trama
Salem, 31 ottobre 1653: Winifred Sanderson è un'orfana malvista dalla comunità per via del suo aspetto e del suo carattere scontroso. Il giorno del suo sedicesimo compleanno il reverendo Traske cerca di obbligarla a sposare un ragazzo del paese ma Winifred si oppone categoricamente. A causa del suo rifiuto e del suo comportamento sprezzante, gli abitanti di Salem cercano di bandirla dal villaggio e di portarle via le due sorelle più piccole, Mary e Sarah. Le tre scappano e si rifugiano nella foresta proibita, dove incontrano una strega. Quest'ultima si rende conto che Winifred è diversa e le dona un libro di incantesimi (lo stesso del primo capitolo). Aprendo una pagina a caso, la ragazzina si imbatte in una formula per potenziare i propri poteri, Magicae Maxima, ma la strega le fa promettere di non lanciarla mai e scompare. Le tre si vendicano poi del reverendo Traske, bruciando la sua casa.
Salem, 31 ottobre 2022: sono trascorsi 29 anni dagli eventi del primo film ed è il compleanno della giovane Becca, che si sta preparando alla serata di Halloween con la sua amica Izzy. Rifiuta l’invito a una festa da parte di Cassie, la figlia del sindaco, poiché il loro rapporto si è incrinato a causa del ragazzo di lei, Mike. Le due si recano all’antica casa delle sorelle Sanderson, divenuta ora un negozio di articoli magici. Gilbert, il proprietario, dona a Becca una candela da usare nel suo consueto rituale di compleanno, nella foresta. Inconsapevoli del fatto che si tratta di una candela dalla fiamma nera, lei e Izzy riportano involontariamente in vita le sorelle Sanderson. Queste ultime sono ancora più confuse dai tempi moderni, ma determinate a vendicarsi di Salem.
Le due ragazze riescono con uno stratagemma ad allontanarsi da loro e tornano alla bottega di magia, dove Gilbert confessa di aver fabbricato la candela grazie al libro di Winifred di e fatto loro resuscitare le tre streghe di proposito. Le Sanderson giungono al negozio e, dopo aver rinchiuso le ragazze nello scantinato, obbligano Gilbert a fornire loro tutti gli ingredienti per eseguire l'incantesimo che la strega di Salem aveva proibito. Tra questi ingredienti vi è la testa di Billy Butcherson, l'ex amante di Winifred già incontrato nel primo capitolo e il sangue del nemico (rivelandosi il sindaco, discendente diretto del reverendo Traske).
Izzy e Becca fuggono dallo scantinato e avvertono Cassie del pericolo che corre suo padre. Riescono anche a confinare le sorelle Sanderson in un cerchio di sale. Winifred tuttavia capisce che Cassie è la figlia del sindaco e, dopo essersi liberata con le sorelle dal cerchio, la rapisce, recandosi nella foresta per completare il rituale. Nel frattempo Becca si rende conto di possedere dei poteri magici e di essere a tutti gli effetti una strega.
Il rituale ha inizio ma le sorelle Sanderson vengono interrotte dall'arrivo della protagonista, che convince il libro a schierarsi con lei. Quest'ultima legge il monito relativo a Magicae Maxima e cerca di impedire che venga terminato, ma le tre streghe riescono comunque nel loro intento, potenziando a dismisura i loro poteri. Poco dopo però, Sarah e Mary si dissolvono, poiché chiunque lanciasse Magicae Maxima doveva rinunciare a ciò che più ama: nel caso di Winifred, le sue sorelle. Rimasta sola e col cuore spezzato, quest'ultima implora le ragazze di salvare Mary e Sarah. Le tre lanciano allora un incantesimo di riunificazione, che fa dissolvere Winifred in modo da ricongiungerla ai suoi affetti. Tutti gli incantesimi della strega svaniscono, mentre Becca, Izzy e Cassie se ne vanno, intenzionate a continuare a praticare la magia da sole, col libro.
Alla fine dei titoli di coda viene mostrata una scatola contenente un'altra candela dalla fiamma nera, nel negozio di magia.

## Promozione
Il primo trailer del film è stato pubblicato il 28 giugno 2022.

## Distribuzione
Il film è stato distribuito sulla piattaforma Disney+ Il 30 settembre 2022.

## Sequel
Disney+ ha annunciato la produzione di un terzo capitolo della saga, in uscita nel 2025.

## Riconoscimenti
- 2023 - Primetime Emmy Awards
  - Candidatura per migliore film per la televisione